# Pelahiivka, Novîi Buh
Pelahiivka (în ucraineană Пелагіївка) este un sat în comuna Kameane din raionul Novîi Buh, regiunea Mîkolaiiv, Ucraina.

## Demografie
Componența lingvistică a localității Pelahiivka
     Ucraineană (89,47%)
     Rusă (10,53%)
Conform recensământului din 2001, majoritatea populației localității Pelahiivka era vorbitoare de ucraineană (89,47%), existând în minoritate și vorbitori de rusă (10,53%).